# Pfarrkirche Launsdorf

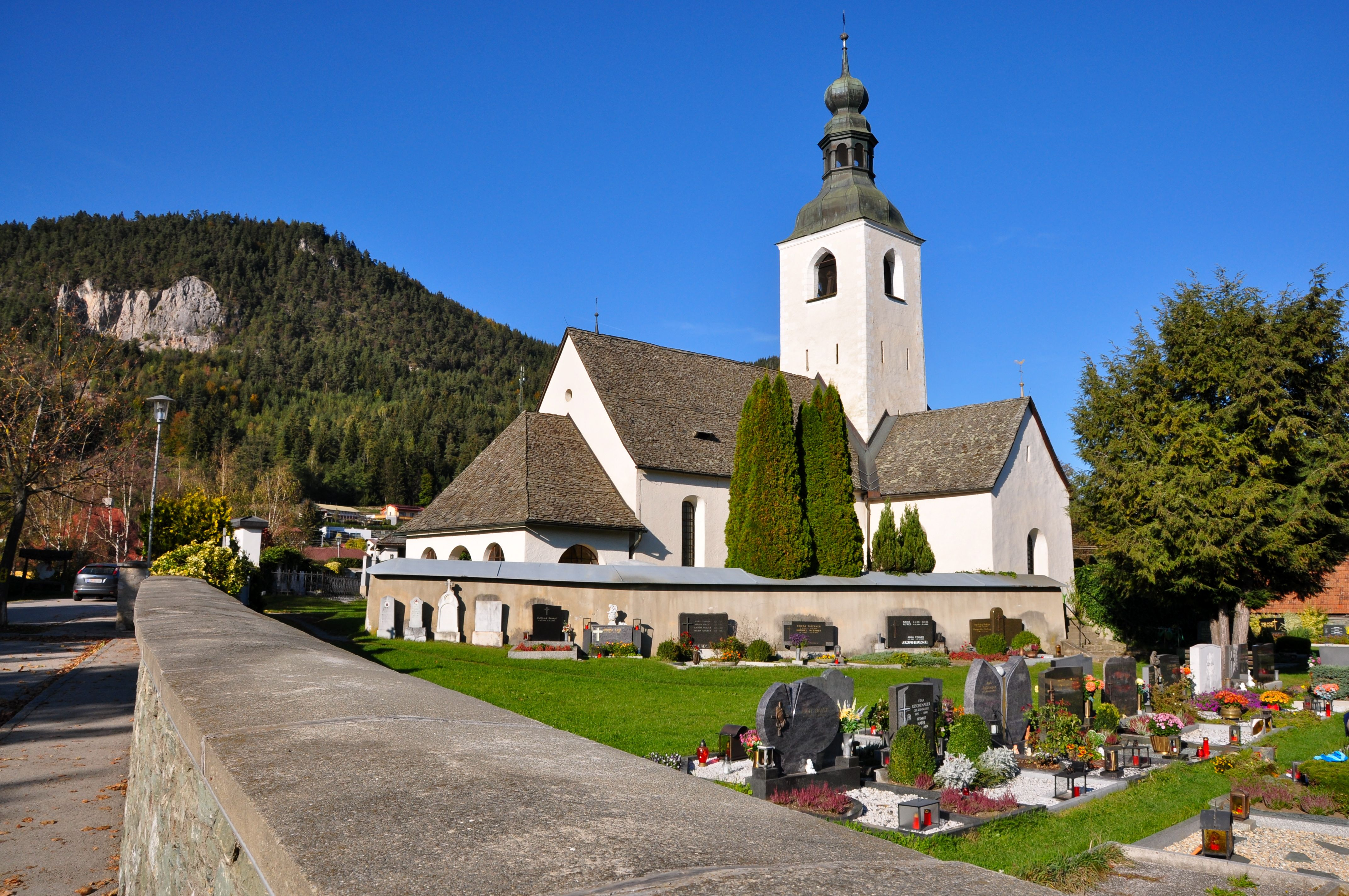

Die römisch-katholische Pfarrkirche Launsdorf in der Gemeinde St. Georgen am Längsee ist Maria Himmelfahrt geweiht und wurde 1303 erstmals urkundlich genannt.

## Bauwerk
Das Gotteshaus ist eine im Kern romanische Chorturmkirche mit gotischen Um- und Zubauten. Der romanische Turm ist im Glockengeschoß gotisch und wird von einem barocken Helm mit Laterne und Zwiebel bekrönt. Eine Glocke im Turm goss 1662 Lorenz Pez. Der hohe spätgotische Chor vom Ende des 15. Jahrhunderts wird von zweistufigen Strebepfeilern gestützt. Im nördlichen Chorwinkel befindet sich eine gotische Sakristei. Im Süden ist eine gotische Kapelle mit einer nach Süden ausgerichteten Giebelseite und einer kleinen polygonalen Apsis angebaut. Die Apsis birgt im Untergeschoß eine Beinkammer und hat durch das verjüngtes Obergeschoß mit Zeltdach ein türmchenartiges Aussehen. Die Dächer der Kirche sind mit Steinplattln gedeckt. In der Nordschräge des Chores ist ein frühmittelalterlicher Steinkopf eingemauert, an der Südwand ein Gedenkstein für Andreas Kasolnig von 1646.
1983 wurde die barocke Vorlaube entfernt und das Langhaus verlängert. In der neu errichteten Vorlaube wurde die geschnitzte Felderdecke wieder eingesetzt.
Im Langhaus ruht ein niedriges Kreuzrippengewölbe aus der zweiten Hälfte des 15. Jahrhunderts auf runden Wandvorlagen. Die reliefierten Schlusssteine geben das Lamm Gottes und die segnende Hand wieder. Ein spitzbogiger Triumphbogen verbindet das Langhaus mit dem Chorturmquadrat. Im romanischen Chorturmquadrat wurde Ende des 15. Jahrhunderts ein älteres gotisches Gewölbe durch ein spätgotisches Sternrippengewölbe ersetzt und in der Höhe der gleichzeitig entstandenen östlichen Chorerweiterung angepasst. In der einjochigen Chorerweiterung mit Fünfachtelschluss und drei spätgotischen zweibahnigen Maßwerksfenstern erhebt sich ein Netzrippengewölbe über Runddienste.
Die quadratische Südkapelle und deren Apsis sind kreuzrippengewölbt und durch eine spitzbogige Arkade zum Turmjoch hin geöffnet. Ein gotisches Portal mit Eisenplattentür führt in die Sakristei.
Die Wandmalereien im Turmjoch entstanden im 14. Jahrhundert und zeigen an der Nordwand Christus in der Mandorla und Evangelistensymbole, an der Südwand den heiligen Paulus und in der Triumphbogenlaibung das Opfer Kain und Abels.

## Einrichtung

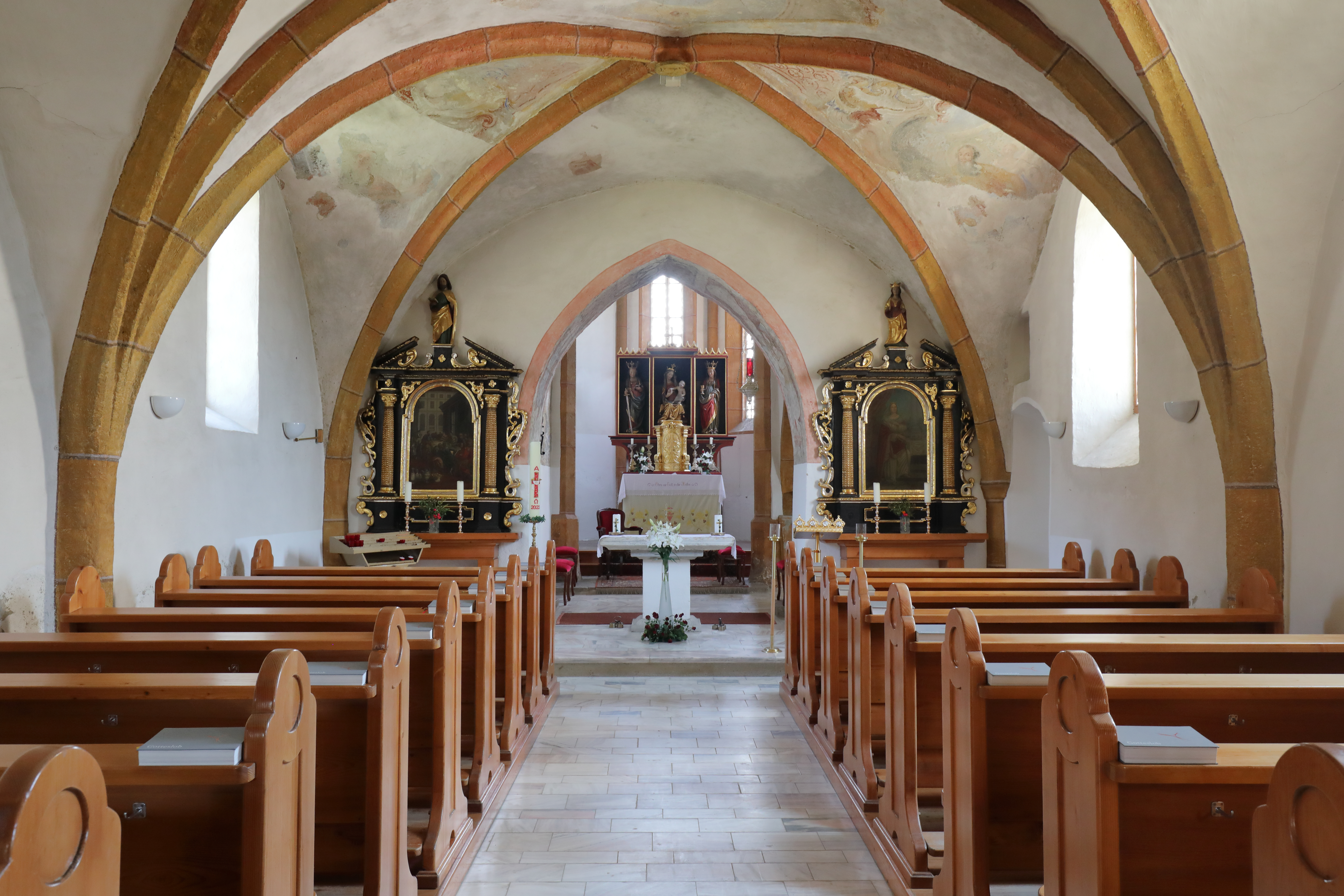
Innenansicht

Der Hochaltar mit einem Schrein von 1949 trägt eine um 1440 geschnitzte thronende Madonna, flankiert von den Ende des 15. Jahrhunderts entstandenen Statuen der Heiligen Katharina und Barbara.
Die beiden Seitenaltäre wurden um 1670 gefertigt. Der linke Seitenaltar besteht aus einer Ädikula über einem Sockel, einem gesprengten Dreiecksgiebel mit kleiner Figur als Aufsatz und reich mit Knorpelwerk geschmückte seitliche Ohren. Das Altarblatt gibt das Letzte Abendmahl wieder. Der rechte Seitenaltar gleicht im Aufbau und Dekor dem linken und zeigt am Altarblatt die heilige Lucia.
In der Seitenkapelle befinden sich ein Tabernakel aus der Mitte des 18. Jahrhunderts und eine Madonna aus der zweiten Hälfte des 19. Jahrhunderts. Die Brüstung der hölzernen Westempore wurde im letzten Viertel des 18. Jahrhunderts mit halbfigurigen Heiligen bemalt, die spätbarocke Orgel nach 1800 umgebaut. Das Weihwasserbecken ist mit 1644 bezeichnet.